# Lyon Presqu'île (chanson)
Pour les articles homonymes, voir Presqu'île (Lyon) et Presqu'île.
Presqu'île est une chanson de l'album La Superbe sorti en 2009 et interprétée par Benjamin Biolay et Alka Balbir.

## Présentation
Selon Benjamin Biolay, la chanson a été écrite « bourré à 7 heures du matin à Bruxelles ». La musicalité « à la Gipsy Kings » évoque une ville du sud « ouverte sur l'Italie ».
La chanson est parfois reprise par les supporters de l'Olympique lyonnais.
La chanson constitue un hommage à la ville de Lyon où Benjamin Biolay a fait ses débuts musicaux, notamment sur les pentes de la Croix-Rousse.